# Hans von Plessen
Hans Georg Hermann von Plessen (ur. 26 listopada 1841 w Spandau, zm. 28 stycznia 1929 w Poczdamie) – pruski oficer, który w służbie doszedł do w stopnia Generaloberst mit dem Range als Generalfeldmarschall. Pełnił funkcję adiutanta cesarza Wilhelma II, co czyniło go jednym z jego najbliższych współpracowników. Podczas I wojny światowej równocześnie pełnił funkcję dowódcy Wielkiej Kwatery Głównej.

## Życiorys
Hans von Plessen urodził się w 1841 roku jako syn generała Hermanna von Plessena. Wstąpił do armii w 1861 roku. Służył podczas drugiej wojny o Szlezwik, ale nie uczestniczył w walce. Podczas wojny austriacko-pruskiej walczył w bitwie pod Sadową. Brał udział w wojnie francusko-pruskiej i bitwie pod Le Mans. Po wojnie został oficerem sztabowym. W 1872 roku został awansowany na kapitana. Plessen został dowódcą 1. pułku piechoty Gwardii, awansując na pułkownika 4 sierpnia 1888 roku.
9 lutego 1891 roku awansowano go na generała majora. Otrzymał dowodzenie 55. Brygadą Piechoty. W 1892 roku został adiutantem generalnym cesarza Wilhelma II. W 1908 roku otrzymał stopień Generaloberst mit dem Range als Generalfeldmarschall. W 1918 roku był najstarszym czynnym oficerem w armii niemieckiej, chociaż to Paul von Hindenburg określał siebie tym mianem. Von Plessen otrzymał również order Pour le Mérite, najwyższe niemieckie odznaczenie wojskowe.
Po zakończeniu służby wojskowej von Plessen zmarł w Poczdamie w Niemczech 28 stycznia 1929 roku.